# You Send the Rain Away
You Send the Rain Away è una canzone della cantante statunitense Rebbie Jackson in duetto con Robin Zander, contenuta nell'album del 1986 Reaction ed estratta come singolo nel 1987. Il singolo contiene anche la traccia intitolata If You Don't Call (You Don't Care).

## Promozione
Il singolo fu accompagnato da un videoclip prodotto da Carl Mazzocone e diretto da Joe Layton.

## Accoglienza
Alla sua uscita Billboard descrisse la canzone «un duetto d'amore graziosamente solenne in un'insolita, cavernosa combinazione; bel miscuglio tra la soave Jackson e il serio Zander.»
Il periodico Cash Box inserì il singolo tra «i più importanti» del dicembre 1986 commentando: «L'improbabile accoppiata di Jackson e Zander ha prodotto un singolo sorprendentemente fresco. Una melodia e una produzione lussureggianti formano un perfetto fondamento per queste due voci dotate.»
Drum Publications (Africa orientale) evidenziò la preminenza del brano all'interno dell'album Reaction.
Justin Kantor di AllMusic definì Reaction «il più forte della sua produzione anni Ottanta» con il «solare duetto con Robin Zander uno dei bei momenti.»

## Tracce
singolo 7"
1. You Send the Rain Away – 4:04
2. If You Don't Call (You Don't Care) – 4:36

singolo 7" (Stati Uniti)
1. You Send the Rain Away – 4:04
2. You Send the Rain Away – 4:04

singolo 12"
1. You Send the Rain Away (Single Version) – 4:04
2. You Send the Rain Away (Album Version) – 4:59

## Classifiche
| Classifica (1987)                   | Posizione |
| ----------------------------------- | --------- |
| Classifica black music di Billboard | 50        |